# Elementos del periodo 7
Un elemento del periodo 7 es aquel elemento químico en la séptima fila (o periodo) de la tabla periódica, incluidos los actínidos. La mayoría de los elementos pertenecientes a este período son muy inestables, pues todos ellos son radiactivos.
Estos son:
| Grupo     | 1         | 2         | 3      | 4      | 5      | 6      | 7      | 8      | 9      | 10     | 11     | 12     | 13     | 14     | 15     | 16     | 17     | 18     |
| # Nombre  | 87 Fr     | 88 Ra     | 89-103 | 104 Rf | 105 Db | 106 Sg | 107 Bh | 108 Hs | 109 Mt | 110 Ds | 111 Rg | 112 Cn | 113 Nh | 114 Fl | 115 Mc | 116 Lv | 117 Ts | 118 Og |
| Actínidos | Actínidos | Actínidos | 89 Ac  | 90 Th  | 91 Pa  | 92 U   | 93 Np  | 94 Pu  | 95 Am  | 96 Cm  | 97 Bk  | 98 Cf  | 99 Es  | 100 Fm | 101 Md | 102 No | 103 Lr |        |
| e--conf.  |           |           |        |        |        |        |        |        |        |        |        |        |        |        |        |        |        |        |

| Alcalinos            | Alcalinotérreos | Lantánidos | Actínidos | Metales de transición |
| Metales del bloque p | Metaloide       | No metales | Halógenos | Gases nobles          |

Elementos del periodo 1 -
Elementos del periodo 2 -
Elementos del periodo 3 -
Elementos del periodo 4 -
Elementos del periodo 5 -
Elementos del periodo 6 -
Elementos del periodo 7 -
- Datos: Q244979